# Makalu Baruns nationalpark
Makalu Baruns nationalpark er en nationalpark i Nepal, den ottende nationalpark, og blev etableret i 1992, som en østlig forlængelse af Sagarmatha nationalpark. Nationalparken er 1500 km2 og ligger i distrikterne Solukhumbu og Sankhuwasabha. Det er verdens eneste reservat som har en højdeforskel på mere end 8000 meter, og indeholder såvel jungle som sneklædte bjergtoppe. Nationalparken er omgivet af en bufferzone på 830 km2.
Reservatet har fået sit navn fra en af områdets gletsjere, Barun-gletsjer og af det højeste bjerg. Inde i nationalparken er verdens femthøjeste bjerg, Makalu, 8463 m.o.h. og endvidere Chamlang , 7319 m.o.h., Baruntse, 7129 m.o.h. og Mera Peak, 6654 m.o.h.
Det beskyttede område er cirka 66 kilometer i øst-vest og 44 kilometer i nord-syd retning. Fra dalen ved Arun river i sydøst er højden 344-377 m.o.h. og parkområdet stiger op til Makalus top på 8462 meters højde. Nationalparken grænser mod nord mod Chomolungmas naturreservat i Tibet.
Det beskyttede område udgør også en del af det beskyttede Sacred Himalayan Landscape, som hovedsagelig ligger i Nepal, men også strækker sig også ind i Sikkim og Darjeeling i Indien.

## Klima
Nationalparken er beliggende i den østlige klimazone i Himalaya, hvor monsunregnen begynder i juni og aftager sent i september. I løbet af disse måneder falder ca. 70 procent af den årlige nedbør, der er 4000 mm om året. De første udløberne av monsunen når området i april.
Temperaturvariationer i området er betydelige på grund af højdeforskellene. På de lavere højder er temperaturen moderat om vinteren og april-maj er varme måneder. De tropiske og subtropiske zoner er frostfrie, med en gennemsnits temperatur i månederne over 18 ° C.

## Dyreliv
Der findes 315 arter af dagsommerfugle, 43 arter af krybdyr og 16 arter af amfibier. 78 arter af fisk er blevet dokumenteret.
Ornitologer har under undersøgelser fundet 440 fuglearter, fra rovfugle som forskellige arter af ørne til storkfugle som uldhalsstork og spurvefugle som solfugle. Blandt de 16 sjældne eller beskyttede fuglearter kan nævnes Alexanderparakit, Herkulesisfugl, Blåøret Isfugl, Blånakket Pitta, Lys Niltava, Sultanmejse, Sølvøret Sangtimalie, Nepallarmdrossel og Hvidnakket Yuhina.
Der findes 88 pattedyrsarter som findes inde i reservatets område, blandt andet sneleopard, indisk leopard (underart til leopard, Panthera pardus fusca), træleopard, junglekat, leopardkat, guldsjakal, himalayaulv (underart til Ulv, Canis lupus filchneri), rød ræv, rød panda, kravebjørn, hulmanaber, Assam makak, Himalaya-tahr, Himalayan goral, Muntjak, Moskushjorte, Moschus, Himalayan serow, vildsvin, Flyveegern, flere arter af oddere, Prionodon pardicolor, bjergvæsel og murmeldyr.
I maj 2009 lykkedes det zoologer at fange den asiatiske guldkat på billeder i nationalparken med kamera med bevægelsesfølere. Det skete i en højde på 2517 m.o.h.

## Eksterne links
- Department of National Parks and Wildlife Conservation, Nepal om Makalu Baruns nationalpark Arkiveret 8. oktober 2017 hos  Wayback Machine
- Faktablad om fågellivet i nationalparken hos BirdLife International Arkiveret 4. marts 2016 hos  Wayback Machine